# Acrocercops retrogressa
Acrocercops retrogressa är en fjärilsart som beskrevs av Edward Meyrick 1921. Acrocercops retrogressa ingår i släktet Acrocercops och familjen styltmalar. Inga underarter finns listade i Catalogue of Life.